# Санкт Паули
Санкт Паули (на немски: St. Pauli, произнася се „Занкт Паули“) е квартал на Хамбург, Германия.
Намира се в района на централната част Хамбург – Митте (Hamburg – Mitte) на десния бряг на река Елба.
Започнал е да се развива от началото на XVII век. Има площ от 2,6 км² и население от 22 595 души по оценка за декември 2016 г.
Център е на нощния живот в Хамбург и сред най-известните квартали на червените фенери в Европа. На главната улица „Репербан“ (Reeperbahn) се намират повечето заведения, секс-шопове и секс-кина. В местните клубове е започнала и кариерата на прочутата английска група „Бийтълс“.
Неофициалното знаме и символ на квартала е пиратският флаг Веселия Роджър, който може да бъде видян на множество сувенири, фланелки и всякакви други туристически стоки.